# Xerostomie
Xerostomia, cunoscută și sub numele de gură uscată, este senzația de uscăciune în gură, care poate fi asociată cu o schimbare în compoziția salivei, reducerea fluxului salivar, sau fără cauză identificabilă.
Acest simptom este foarte comun și este adesea observat ca efect secundar al multor tipuri de medicamente. Apare mai frecvent la persoanele în vârstă (mai ales pentru că acest grup are tendința de a lua mai multe medicamente) și la persoanele care respira pe gură. Deshidratarea, radioterapia care implică glandele salivare, chimioterapia și mai multe boli pot provoca hiposalivare sau o schimbare în consistența salivei și, prin urmare, senzația de gură uscată. Uneori nu există nici o cauză identificabilă, dor pot exista și motive psihogene motiv pentru senzație.

## Definiție
Xerostomia este senzația subiectivă de gură uscată, care este adesea (dar nu întotdeauna) asociată cu hipofuncția glandelor salivare. Termenul este derivat din cuvintele grecești ξηρός (xeros), care înseamnă „uscat”, și στόμα (stoma) cu sensul de „gură”. Un medicament sau o substanță care crește rata fluxului salivar este numit un sialogog.
Hiposalivația este un diagnostic clinic care se face pe baza istoricului și examinării, dar debitul salivar redus are definiții obiective. Hipofuncția glandelor salivare a fost definită ca orice reduecere obiectivă, demonstrabilă a debitului uneia sau tuturor glandelor salivare. Debitul unei glande nestimulate la o persoană normală este de 0,3–0,4 ml pe minut, iar sub 0,1 ml pe minut este semnificativ anormal. Debitul stimulat mai mic de 0,5 ml pe glandă în 5 minute sau mai puțin de 1 ml pe glandă în 10 minute este considerat scăzut. Termenul subiectiv xerostomie este uneori folosit pentru a descrie simptomul în absența oricăror dovezi clinice de uscăciune. Xerostomia poate rezulta de asemenea dintr-o schimbare în compoziția salivei (variind de la seroasă la mucoasă). Disfuncția glandelor salivare este un termen umbrelă pentru prezența fie a xerostomiei, fie a hipofuncției glandelor salivare.

## Semne și simptome

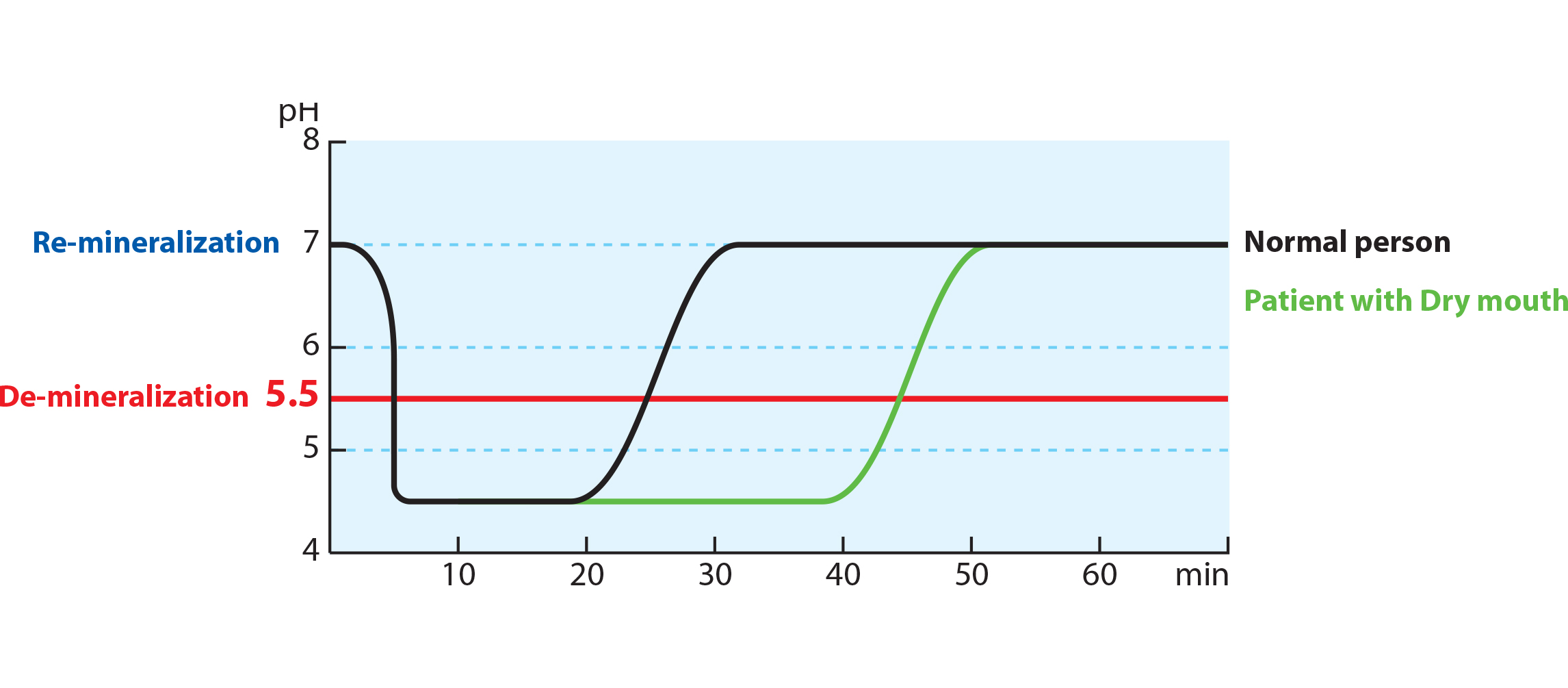
Diagrama ilustrează aciditatea din gură care se schimbă după consumul de alimente bogate in carbohidrați. În termen de 5 minute, aciditatea din gură crește pe măsură ce pH-ul scade. La persoanele cu debit salivar normal, acidul este neutralizat în aproximativ 20 de minute. La oamenii cu gura uscată durează de până la două ori mai mult timp pentru a neutraliza acidul, existând un risc mai mare de carii și eroziune acidă.

Hiposalivația adevărată pot avea următoarele semne și simptome:
- Carii dentare (xerostomie legate de carii) – Fără acțiunea anticariogenică a salivei, cariile dentare reprezintă o trăsătură comună și acestea pot progresa mult mai agresiv decât în alte situații („carii agresive”). Cariile pot afecta suprafețele dinților care în mod normal sunt protejate. Acest lucru este adesea observat la pacienții care au făcut radioterapie care implică glandele salivare majore, denumite carii induse de radiații[9]. Prin urmare, este important ca orice produse utilizate în gestionarea uscăciunii gurii să fie fără zahăr, deoarece prezența de zahăr în gură duce la creșterea bacteriilor orale, care rezultă în producția de acid și dezvoltarea cariilor dentare[8].
- Eroziunea acidă. Saliva acționează ca un tampon și ajută la prevenirea demineralizării dinților[10].
- Candidoza orală – O pierdere a acțiunii antimicrobiene ale salivei, de asemenea, poate duce la infecții oportuniste de Candida sp.[9]
- Sialadenită supurativă– o infecție a glandelor salivare majore (de obicei glandei parotide), care poate fi recurentă[3]. Aceasta este asociată cu hiposalivarea, deoarece bacteriile sunt capabile să intre în canalele salivare contra fluxului de salivă diminuat[7]. Glandele salivare pot fi umflate chiar și fără infecție acută, cauzată probabil de implicare autoimună[3].
- Disgeuzie – alterarea senzației gustative (de exemplu, un gust metalic)[2] și disosmie, simț al mirosului modificat[3].
- Halenă[2] – probabil din cauza activității crescute a biofilmului halitogenic de pe partea posterioară-dorsală a limbii (deși disgeuzia poate duce la o acuzare de halitoză neadevărată în absența hiposalivației).
- Disestezie orală – o senzație de arsură sau de furnicături în gură[2][3].
- Saliva care este groasă sau filamentoasă[9].
- Mucoasa care pare uscată[9].
- O lipsa a salivă acumulate în gură în timpul examinării[2].
- Disfagie – dificultate la înghițire și mestecat, mai ales atunci când se consumă alimente uscate. Mâncarea se poate lipi de țesuturi în timpul consumului[9].
- Limba se poate lipi de cerul gurii[7], provocând un zgomot de clic în timpul discursului, iar buzele se pot lipi una de alta[2].
- Mănușile sau o oglinda dentară se pot lipi de țesuturi[9].
- Limba fisurată cu atrofie a papilelor filiforme și un aspect lobulat, eritematos al limbii[2][9].
- Saliva nu poate fi „mulse” (extrasă) din canalul parotid[2].
- Dificultatea de a purta proteze dentare, de exemplu, la înghițire sau vorbire[2]. Pot apărea inflamații și ulcerații ale zonelor acoperite de proteză[3].
- Durere în gură și mucozită orală[2][3].
- Rujul sau alimentele se pot lipi de dinți[2].
- Nevoia de a consuma băuturi frecvent în timpul vorbitului sau mâncatului[3].
- Buzele și colțurile gurii uscate, inflamate și buzele crăpate.[3]
- Sete[3].

Cu toate acestea, uneori, rezultatele clinice nu se corelează cu simptomele simțite. De exemplu, o persoană cu semne de hiposalivație poate nu se plânge de xerostomie. Invers, o persoană care raportează că suferă de xerostomie poate să nu aibă semne de secreții salivare reduse (xerostomie subiectivă). În acest din urmă scenariu, există multe alte simptome orale sugestive de disestezie orală („sindromul gurii care arde”). Unele simptome din exteriorul gurii pot apărea împreună cu xerostomia.
Acestea includ:
- Xeroftalmie (ochi uscați)[2].
- Incapacitatea de a plânge[2].
- Vedere încețoșată[2].
- Fotofobie (intoleranță la lumină)[2].
- Uscarea altor mucoase, de exemplu, nazale, laringiene și/sau genitale[2].
- Senzație de arsură[2].
- Mâncărime[2].
- Disfonie (modificări ale vocii)[2].

De asemenea, pot exista alte semne și simptome sistemice dacă există o cauză de bază, precum sindromul Sjögren, de exemplu, dureri articulare din cauza artritei reumatoide.

## Tratament
Tratarea cu succes a xerostomiei este dificil de realizat și de multe ori nesatisfăcătoare. Acest lucru implică identificarea oricăror cauze corectabile și eliminarea acestora, dacă este posibil, dar în multe cazuri nu se poate corecta xerostomia în sine, iar tratamentul este simptomatic și, de asemenea, se concentrează pe prevenirea cariilor dentare prin îmbunătățirea igienei orale. În cazul în care simptomul este cauzat de hiposalivație secundară altor boli cronice, xerostomia poate fi considerată permanente sau chiar progresivă. Disfuncția glandei salivare poate fi ameliorată prin utilizarea de înlocuitori de salivă și/sau stimulenți salivari.
Un studiu de recenzie din 2013 a analizat intervențiile non-farmacologice și a raportat o lipsă de dovezi care să susțină efectele electrostimulării și acupuncturii asupra simptomelor de gură uscată.

## Epidemiologie
Xerostomia este un simptom foarte frecvent. O estimare conservatoare a prevalenței este de aproximativ 20% în populația generală, cu prevalențe crescute la femei (până la 30%) și persoanele în vârstă (până la 50%). Estimările prevalenței xerostomiei persistente variază între 10 și 50%.

## Istoric
Xerostomia a fost folosită drept test pentru a detecta minciuni, care se baza pe inhibiția emoțională a secrețiilor salivare pentru a indica posibila incriminare.